# Irena Hernik
Irena Hernik (ur. 11 sierpnia 1912 w Warszawie, zm. 2 maja 1998 w Grodzisku Wielkopolskim) – polska nauczycielka i bibliotekarka, działaczka amatorskiego ruchu teatralnego.

## Życiorys
Pochodziła z rodziny o tradycjach szlacheckich i patriotycznych, jej ojcem był Władysław Wiśniewski, a matką Stanisława z d. Kamińska. W 1915 roku rodzina straciła majątek i przeniosła się do Koła, gdzie mieszkała rodzina matki. W Kole Władysław Wiśniewski prowadził księgarnię, a następnie był także właścicielem folwarku Olszanek niedaleko Osieka Małego. Po poprawie sytuacji materialnej rodziny mogła rozpocząć edukację podstawową, następnie uczyła się w żeńskim Gimnazjum Sióstr Nazaretanek w Kaliszu. Z powodów zdrowotnych powróciła do Koła i maturę zdała w tamtejszym gimnazjum koedukacyjnym.
W 1936 roku ukończyła studia na Wydziale Humanistycznym Uniwersytetu Poznańskiego, uzyskując dyplom magistra filozofii. Następnie podjęła również studia w zakresie bibliotekoznawstwa pod kierunkiem Stefana Vrtel-Wierczyńskiego, nie ukończyła ich jednak przed wybuchem II wojny światowej. Podczas pobytu w Poznaniu utrzymywała kontakty z tamtejszym środowiskiem literackim, m.in. z Egonem Naganowskim, Aleksandrem Rogalskim i Eugeniuszem Pauksztą, przyjaźniła się także z Stanisławą Fleszarową-Muskat. 
1 września 1939 roku wraz z nowonarodzonym synem przeżyła bombardowanie szpitala. W październiku 1939 roku została usunięta z pracy w Bibliotece Uniwersyteckiej w Poznaniu, a miesiąc później władze okupacyjne zarekwirowały jej mieszkanie i dobytek. Na przełomie listopada i grudnia 1939 roku wraz z rodziną trafiła do obozu przejściowego w Poznaniu, a na początku stycznia 1940 roku zostali przesiedleni do wsi Kotuń w Generalnym Gubernatorstwie. W 1941 roku podjęła pracę w Fabryce Prochu w Pionkach, do 1944 roku prowadziła także tajne nauczanie w ramach Tajnej Organizacji Nauczycielskiej. W 1945 roku powróciła do Koła, gdzie przystąpiła do odbudowy struktur szkolnych i bibliotek, pracowała jako nauczycielka języka polskiego oraz bibliotekarka w Gimnazjum i Liceum „Oświata”. Była także inwigilowana przez Urząd Bezpieczeństwa.
W 1950 roku ukończyła Studium Bibliotekoznawcze w Jarocinie. Ukończyła także studium reżyserskie przy Państwowej Szkole Teatralnej. Była założycielką nauczycielskiego zespołu teatralnego „Przyszłość” pod egidą Zarządu Powiatowego ZNP w Kole oraz uczniowskiego kółka dramatycznego. W 1958 roku, z inicjatywy Zarządu Głównego Związku Nauczycielstwa Polskiego i Ministerstwa Oświaty brała udział w trzyosobowej delegacji do Francji na zaproszenie organizacji Ligue de l'enseignement.
W 1963 roku zakończyła pracę w szkole i została kierownikiem Powiatowej Biblioteki Pedagogicznej w Kole, funkcję tę pełniła do 1968 roku. Pracowała także jako kierownik Wydziału Pedagogicznego Oddziału Powiatowego ZNP w Kole, pełniła również funkcję podinspektora szkolnego. W 1968 roku przeprowadziła się do Sulejówka, gdzie do 1989 roku pracowała w Ośrodku Doskonalenia Kadr Oświatowych.
W latach 1954–1958 była radną Miejskiej Rady Narodowej w Kole, była także współzałożycielką Muzeum Technik Ceramicznych w Kole. Publikowała artykuły dotyczące oświaty oraz amatorskiego ruchu teatralnego m.in. w „Głosie Nauczycielskim”, „Ruchu Pedagogicznym”, „Teatrze” i „Przyjaciółce”. W okresie PRLu utrzymywała kontakt z m.in. Bernardem Ładyszem, Arkadym Fiedlerem i Mikołajem Kozakiewiczem.
Zmarła w 1998 roku w Grodzisku Wielkopolskim. Została pochowana na cmentarzu w Sulejówku.

## Życie prywatne
21 sierpnia 1937 roku w kościele pw. Krzyża Świętego w Kole wyszła za mąż za Jana Hernika. Mieli piątkę dzieci: Tadeusza (ur. 29 sierpnia 1939), Stanisława (ur. 19 maja 1941), Annę (ur. 18 lipca 1944), Aleksandrę (ur. 1946) i Marka (ur. 1948).

## Odznaczenia
Została odznaczona następującymi odznaczeniami:
- Krzyż Oficerski Orderu Odrodzenia Polski (1986)
- Krzyż Kawalerski Orderu Odrodzenia Polski (1979)
- Złoty Krzyż Zasługi (1975)
- Srebrny Krzyż Zasługi (1955)
- Medal 10-lecia Polski Ludowej (1955)[6]
- Medal Komisji Edukacji Narodowej (1984)
- Odznaka honorowa „Za Zasługi w Rozwoju Województwa Poznańskiego” (1963)
- Odznaka honorowa „Za Zasługi dla miasta Koła” (1987)
- Tytuł honorowy „Zasłużony dla Miasta Sulejówek” (1987)[7]
- Złota Odznaka ZNP (1980)
- Odznaka TON